# سري إم
سري إم (بالإنجليزية: Sri M)‏ هو كاتب سير ذاتية وفيلسوف هندي، ولد في 6 نوفمبر 1948.